# Mawsonites
A Mawsonites spriggi egy fura fosszília a 630-542 millió éves időszakból. Igazából leginkább egy félbevágott narancsra emlékeztet: középen egy kör van, ezt pedig lebenyek veszik körbe, amik egy nagyjából 12 cm-es lekerekített rombuszt alkotnak. Körülbelül 19 lebeny található a fosszíliáin.
A Mawsonites spriggi név Douglas Mawson és Reg Sprigg kutatók nevét idézi. Az elnevezést Martin Glaessner és Mary Wade adták 1966.-ban.
A lelet biológiai eredetét többen kétségbe vonták, olyan mértékben szokatlan a felépítése. Volt, aki szerint egyszerű iszapvulkánról van szó, esetleg valamilyen szokatlan üledéklerakódásról, azonban egyik sem képes kielégítően megmagyarázni a komplex struktúráját.

A fosszíliát próbálták értelmezni algarögzüléseként, medúza lenyomataként (bár ezt nagyon valószínűtlennek vélik),
valamilyen szűrögető organizmusnak, ásásnyomnak, mikrobatelepként és holmi gerinctelen hagyta ösvényként.
Ezek alapján feltehetően a Mawsonites nem szervezet maradványa, hanem nyomfosszília.

## Fordítás
Ez a szócikk részben vagy egészben  a   Mawsonites című angol Wikipédia-szócikk ezen változatának fordításán alapul.  Az eredeti cikk szerkesztőit annak laptörténete sorolja fel. Ez a jelzés csupán a megfogalmazás eredetét és a szerzői jogokat jelzi, nem szolgál a cikkben szereplő információk forrásmegjelöléseként.